# Storiografia

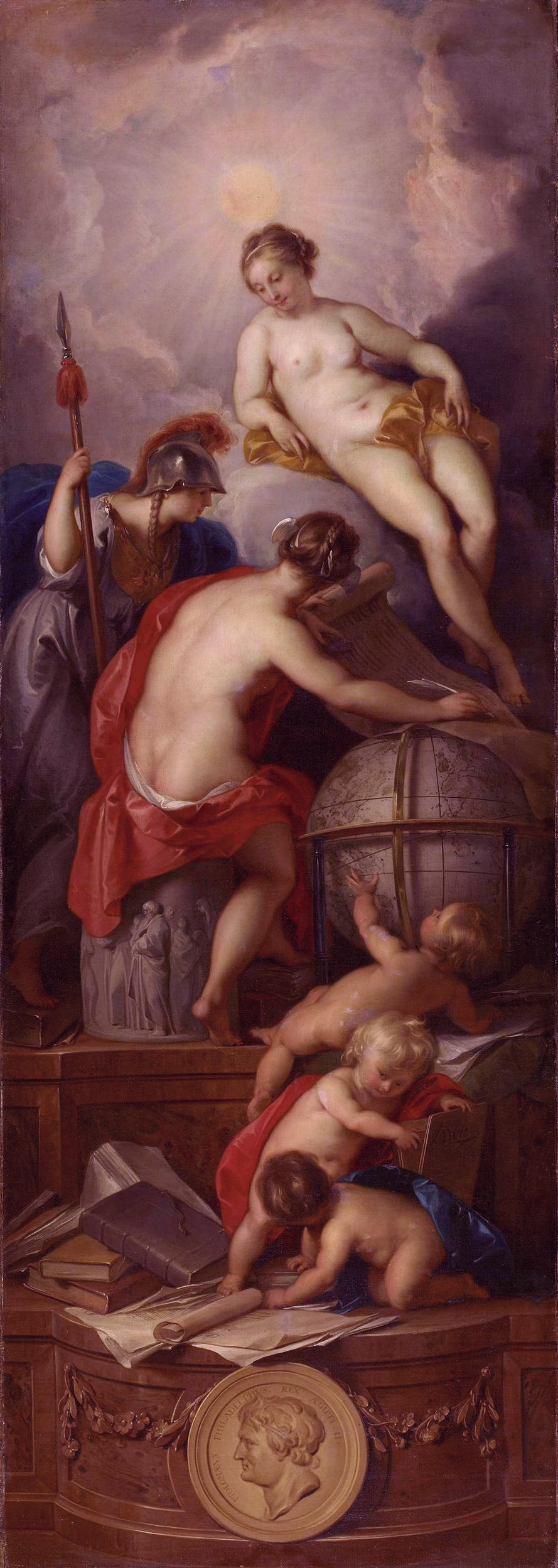
Allegoria della storiografia, che raffigura la Verità (in cima) e la Saggezza (con l'elmo) mentre assistono uno storico intento a scrivere la storia.

La storiografia è una disciplina scientifica che si occupa di descrivere la storia dell'umanità (in greco historiographìa, da historìa, "storia", e graphè, "descrizione") attraverso le varie forme di interpretazione, trattazione e trasmissione di fatti e accadimenti della vita degli individui e delle società del passato storico. Con il termine storiografia si indicano anche tutte le opere storiche relative a uno specifico periodo o che si riferiscono a un definito argomento o scritte in osservanza a un determinato metodo.

## Storia e storiografia
Nell'uso corrente il termine storia viene usato indifferentemente per designare due insiemi che in realtà hanno significati diversi e per alcuni aspetti opposti. Per non cadere in questo equivoco, occorrerebbe distinguere la storia - propriamente detta, che è un insieme di fatti accaduti (res gestae) - dalla storiografia, che è un insieme di forme di scrittura e interpretazione di quei fatti. Per loro natura la storia è oggettiva mentre la storiografia è soggettiva, dal momento che di uno stesso fatto si possono dare diverse interpretazioni.

### Definizione di Storia
Con il termine di "Storia", nella sua più ampia accezione, si intende il complesso di tutte le vicende e trasformazioni accadute, note ed ignote, che si sono verificate nell'ultima piccolissima parte del passato. La Storia, infatti, non corrisponde a tutto il passato compreso tra la supposta origine dell'Universo (o della Terra) e il presente (13, 7 miliardi di anni), ma a quella sua piccola frazione (circa 50 000-100 000 anni) in cui si è avuta la presenza umana su questo pianeta: la Storia si occupa del passato dell'umanità e non del passato dell'Universo. Per capirne le proporzioni, se tutto il passato corrispondesse a 24 ore, la Storia occuperebbe solo gli ultimi 6 decimi di secondo. 
Si deve anche tenere presente che il termine "Storia" ha due accezioni diverse: da una parte esso indica tutto il passato dell'umanità, compresa la Preistoria, dall'altra solo il tempo successivo all'invenzione e all'uso della scrittura. La durata dei due periodi non è comparabile: la Preistoria è la parte preponderante del passato dell'uomo. Tener presente questa doppia accezione del termine "Storia" è necessaria perché altrimenti si cadrebbe nel comune errore di credere che la Storia inizi con l'invenzione della scrittura, che in realtà è solo il passaggio tra Preistoria ed Età Antica. 
L'importanza attribuita all'invenzione della scrittura è dovuta alla considerevole differenza tra lo studio del passato condotto attraverso la lettura delle testimonianze scritte, comprese quelle degli autori e degli storici antichi che raccontano le vicende del loro stesso tempo, e quello condotto attraverso l'interpretazione degli oggetti, unica possibilità per ricavare dati utili a descrivere i processi preistorici.
Confondendo le due accezioni del termine, si escluderebbero dalla Storia non solo la Preistoria, ma tutti i popoli e tutti coloro che per millenni non hanno utilizzato la scrittura. In proposito, è celebre tra gli storici la metafora di Marc Bloch: "Lo storico è come l'orco della fiaba: là dove fiuta odore di carne umana, là sa che è la sua preda." Tutto il passato dell'umanità è dunque oggetto dello studio dello storico e non solo delle civiltà che utilizzarono la scrittura.
La storia così intesa come insieme di eventi, è oggettiva, dato che tutti i fatti, noti e ignoti, che la compongono, cambiano la realtà precedente e sono irreversibili e irripetibili.
Volendo suddividere i fatti che la compongono, si possono individuare:
- gli eventi: avvenimenti di breve o brevissima durata che il più delle volte hanno un'incidenza limitata, ma che a volte possono avere anche portata e ripercussioni molto persistenti (terremoti, cataclismi, grandi battaglie);
- i fenomeni: andamenti che si svolgono durante periodi più lunghi, estesi almeno nell'arco di una generazione. Tendenze e svolgimenti di portata ampia che si svolgono prevalentemente in campo economico, sociale, demografico, culturale;
- le evoluzioni: trasformazioni di lunghissima durata e portata amplissima. Si estendono oltre le singole epoche storiche e a volte risalgono anche a tempi precedenti alla comparsa dell'uomo (mutazioni astronomiche, geologiche, climatiche, ecc.).

La storia procede per processi di trasformazione, o evolutivi, attraverso una transizione continua, in cui evoluzioni, fenomeni ed eventi, motivazioni e accidentalità, fattori ambientali e umani, contrasti e coincidenze si intrecciano, si urtano, rimbalzano, si deformano, scompaiono e riappaiono, influenzati da rapporti di causalità, come dalle perturbazioni della causalità e si attuano secondo svolgimenti previsti e imprevedibili. Tutto ciò confluisce a formare delle congiunture, in altre parole quelle combinazioni eterogenee di situazioni e di fatti che, proprio per la loro complessità interna sono irripetibili. Ogni periodo della storia può essere visto come la combinazione di un'ampia gamma di concomitanti condizioni, circostanze, fattori, andamenti e variazioni di origine remota, recente o contemporanea.

### Definizione di storiografia e di conoscenza storica
La storiografia, cioè la descrizione dei fatti nella storia, è l'insieme di tutte le forme e maniere di interpretare, trasmettere, studiare e raccontare i fatti accaduti, cioè la storia propriamente detta. Dato che ogni considerazione, ricerca ed esposizione su ciò che è avvenuto deriva da interpretazioni personali, influenzate e condizionate dal clima culturale e politico in cui opera l'interprete, la storiografia è soggettiva, parziale e provvisoria. Anzi siccome ogni persona tra i miliardi di quelle viventi dispone di una personalità unica e irripetibile che ricorda, filtra e interpreta i fatti e le notizie in maniera propria e peculiare, si può affermare che di ogni fatto possono esistere tante interpretazioni storiografiche quanti sono gli esseri pensanti che lo prendano in considerazione, anche se è agli storici che si delega il compito di fornire le esposizioni più fondate e attendibili. La differenza tra storia e storiografia è quindi analoga a quella che c'è tra un fatto e il suo ricordo, tra vivere una vicenda e raccontarla. Dopo che si è attuata nei suoi tempi, nei suoi modi e con i suoi effetti oggettivi, se ne ricorda e se ne riporta solo una sintesi nella quale del reale svolgimento rimangono alcune immagini, sensazioni e prospettive, selezionate e compresse dalla nostra memoria e dalla nostra interpretazione in maniera del tutto personale e soggettiva.
Data la sua relatività, la storiografia non può produrre verità storiche, o meglio storiografiche, inamovibili e assolute, dovendosi parlare sempre di ricostruzioni, interpretazioni e conoscenze più o meno attendibili, che rimangono comunque sempre parziali e provvisorie.
Dalla storiografia deriva la conoscenza storica che può essere individuale, quando deriva dalla ricerca, dalla didattica, dall'apprendimento e dalla divulgazione, o collettiva, che deriva dalle capacità del sistema scolastico e dei mass media.
Dalla conoscenza storica dipendono la sensibilità e interesse per il Patrimonio dato dai beni ambientali e storico/artistici.

### La periodizzazione
Uno delle operazioni fondamentali della storiografia è sempre stata la periodizzazione, ossia la suddivisione convenzionale della storia dell'umanità in periodi di tempo, ciascuno contraddistinto da una serie di caratteri originali tali da renderlo individuabile rispetto alle fasi storiche immediatamente precedenti e successive. Ogni periodo di tempo così individuato è compreso tra due eventi significativi che ne segnano l'inizio e la fine.
Nonostante il suo carattere semplificatorio e inevitabilmente convenzionale, quella della periodizzazione resta un'operazione di importanza fondamentale nelle discipline storiche, dal momento che consente di "pensare" in termini schematici il passato e di facilitare la collocazione temporale di un evento. Inoltre la didattica della Storia spesso trova grande giovamento nel suddividere la storia in periodi definiti convenzionalmente, alla pari con altre discipline storiche, come la geologia e la paleontologia. La periodizzazione della Storia serve a dare un senso al passato e a non vederlo come una semplice successione di eventi.

### Le fonti
Alla base della conoscenza della storia ci sono le fonti, cioè le impronte lasciate dai fatti sotto forma di manufatti, tracce, testimonianze, documenti e resti. Tutte le azioni umane e tutti i fenomeni naturali producono risultati concreti che ne divengono gli attestati; pertanto ogni essere vivente e ogni oggetto è fonte di conoscenza sugli eventi e sulle eventuali volontà che l'hanno generato e trasformato e quindi oltre che sulla sua origine, anche sulle sue motivazioni, sulla sua funzione e sui suoi contatti.
La denominazione di fonte, col suo richiamo implicito allo sgorgare, al venire alla luce e al manifestarsi dell'acqua, è particolarmente efficace per indicare queste impronte del passato. Come l'acqua sorgiva può scorrere sotterranea prima di apparire, così le fonti delle conoscenze storiche possono rimanere a lungo ignote e occultate prima di rivelarsi o essere ritrovate. Infatti esse non sono sempre rimaste note e; soprattutto tra quelle di origine più remota molte sono state perdute o nascoste o trascurate e ricompaiono o si manifestano solo in seguito al loro ritrovamento o al loro riconoscimento. A volte e sempre in maggior misura la scoperta di nuove fonti o di loro particolari aspetti prima trascurati è frutto dello sviluppo dei metodi e degli strumenti di ricerca e delle tecnologie di analisi.
Le fonti possono essere considerate le radici e i puntelli delle ricerche storiche, poiché la loro disponibilità è essenziale, ma non si traduce automaticamente in notizie e informazioni certe. Perché se ne possano dedurre conoscenze affidabili si rende necessaria un'opera di analisi e di decifrazione, dato che spesso si mostrano con un'apparenza ingannevole. Quella di saperle interpretare scoprendo ciò che di reale si nasconde dietro la loro facciata è una delle sfide più ardue che chi svolge ricerche storiche deve affrontare. Pertanto, ogni oggetto, scritto o traccia può divenire testimonianza e rivelare informazioni attendibili solo in ragione delle capacità del suo interlocutore di osservarla e di interrogarla. Tale capacità si persegue attraverso la critica, tesa ad accertare cosa la fonte può o non può rivelare, e l'esegesi, cioè la decodifica, l'interpretazione, l'esposizione e il commento dei suoi contenuti.
Da quanto affermato appare evidente che sono da considerare fonti non soltanto quelle scritte - come a volte si suppone - ma anche l'infinita varietà delle altre impronte del passato. Quelle scritte insieme a quelle cartografiche sono generalmente raccolte negli archivi pubblici e privati, civili ed ecclesiastici. Tra quelle di altra natura, alcuni oggetti e resti di particolare pregio, rarità e valore documentario sono conservati nei musei. Occorre però ricordare che abbiamo continuamente sotto gli occhi fonti ed archivi che non sono racchiusi e delimitati in alcuna sede preposta. Ogni persona e ogni paesaggio è un concentrato di fonti della sua storia. Si può affermare che il mondo intero è una grande raccolta di fonti e che pertanto ciascun ambiente, paesaggio e territorio è fonte, archivio e museo della sua storia.
Le indagini storiche possono essere paragonate alle composizioni di mosaici ed essere tanto più complete e attendibili quanto più ampia è la disponibilità di notizie. Ma dato che le fonti non sono presenti in ugual misura per tutte le epoche della storia, cambia di conseguenza anche il lavoro e l'atteggiamento degli storici nei loro confronti. Per i tempi più recenti l'abbondanza delle fonti, pur consentendo ricostruzioni più particolareggiate, obbliga a selezionarle preventivamente con un lavoro di scelta che implica già un'interpretazione. Man mano si retrocede nel tempo divengono sempre più rare e oscure lasciando ampi vuoti e crescenti dubbi e costringendo i ricercatori ad attingere a indizi e sintomi, a ricorrere ad analogie, congetture e deduzioni, o addirittura a proporre ricostruzioni prevalentemente ipotetiche e indiziarie.

### Metodologie storiografiche
Le metodologie storiografiche sono costituite dai metodi di indagine, di interpretazione e di esposizione delle ricerche storiche. Le grandi discriminanti sono il rapporto con le fonti e il loro uso. Alcuni storici se ne avvalgono in maniera diretta e pertanto sono più attendibili; altri preferiscono disquisire sulle interpretazioni dei loro colleghi conferendo maggior peso al proprio pensiero.

### Storia nota e ignota
La storia può essere indagata attraverso le tracce che hanno lasciato i suoi fatti: le fonti. Ogni cosa corporea e incorporea è fonte delle vicende che l'hanno generata e può essere interpretata. Noi stessi siamo fonti storiche. I nostri comportamenti e la nostra cultura sono frutto di una lunga evoluzione che risale ai primi esemplari della nostra specie; se fossimo in grado di interpretare il nostro patrimonio genetico tramandato nelle varie generazioni, vi potremmo leggere moltissime informazioni sul nostro passato.
Se la storia è costituita da quel minimo frammento passato in cui è stata presente l'umanità, dobbiamo constatare che di questa parte così ridotta conosciamo solo una piccolissima porzione. È per questo che è utile distinguere la storia nota, che è molto limitata, da quella ignota, che è invece costituisce la stragrande porzione dell'intera storia. La storia ignota è tale o per la perdita delle sue tracce, per occultamenti volontari e involontari, o per la nostra incapacità di leggerne le fonti. Ogni volta che si recupera un reperto archeologico o che si rintraccia un documento perduto o che si utilizzano nuove tecniche per leggere le fonti si ha l'occasione di ampliare le nostre conoscenze su quanto ancora non sappiamo della nostra storia, ma sapendo comunque che non riusciremo mai a riequilibrare il rapporto tra ciò che conosciamo e ciò che ignoriamo.

### Finalità della storia
Si studia la storia per capire il presente e noi stessi. Si studia se stessi per capire la società, lo Stato, la civiltà nella quale si vive, anche, e soprattutto, in rapporto con il passato.
Nel momento in cui si nasce si eredita anche quella parte oscura che è il nostro passato, con cui mantiene legami tutto il nostro successivo agire. La storia può e deve integrarsi con le altre materie scientifiche attraverso studi interdisciplinari, allo scopo di illuminare il più possibile il nostro percorso evolutivo.
È la mancanza d'identità, vale a dire il difetto di conoscenza delle proprie radici, a portare l'intolleranza, che è alimentata inoltre dalla mancanza di una corretta conoscenza della storia degli altri, dell'altrui punto di vista e dello spirito di accettazione delle alterità.

## Storia della storiografia
Tutte le interpretazioni dei fatti non possono che essere diverse, non solo perché personali e soggettive, ma anche perché a loro volta influenzate dai diversi punti di osservazione o di vista, cioè dai contesti culturali che si differenziano nello spazio e nel tempo (ad esempio: nello spazio, per le diverse aree geopolitiche attuali; nel tempo, per le correnti di pensiero e i contesti ideologici che si sono succeduti). Per questo è possibile tracciare una storia della storiografia.

### Storiografia antica
Chi era lo "storico" antico? Era uno che descriveva e raccontava quello che aveva visto e sentito personalmente o indirettamente: fatti, vicende e popoli. Il punto di vista della prima storiografia era costituito quindi dal “presente”: solo successivamente l’attenzione dello storico cominciò a orientarsi anche verso il  passato, ricostruito in qualche modo attraverso le memorie e i documenti, le tracce.
Naturalmente la storiografia “scientifica” era cosa ben diversa dalla mitologia, che già conteneva riferimenti al passato più o meno lontano: lo storiografo non era il poeta, e quindi cercava di spiegare “perché” erano avvenuti determinati fatti, individuando le “cause” remote degli eventi accaduti nel presente.
Le singole vicende furono dunque inquadrate in un contesto logico-cronologico coerente e interdipendente, fondato soprattutto sul rapporto di causa-effetto. Gli elementi mitici e leggendari furono esclusi dalla trattazione storica. Anche lo strumento espressivo era diverso: gli storici scrivevano solo in prosa, il verso era ormai superato e ritenuto inadeguato allo scopo.
Per gli antichi scrivere storia significava tramandare fatti realmente accaduti badando non solo a registrare gli eventi, ma a individuare le connessioni, i rapporti di causa, e possibilmente ricavandone un insegnamento. Al di là di questo intento di base abbastanza generico, che può valere anche per la storiografia di altri periodi, alcuni elementi caratterizzano più specificamente la storiografia antica:
- l'esigenza del discernimento, che portava a selezionare i fatti importanti, da tramandare, da quelli secondari e a distinguere le cause vere dai pretesti e dalle cause occasionali;
- l'aspirazione alla veridicità e all'imparzialità in quanto condizioni per una ricostruzione fedele degli eventi; solo per i discorsi dei personaggi era ammessa una ricostruzione approssimativa (non quello che essi avevano detto, ma quello che essi avrebbero potuto dire);
- l'impostazione pragmatica, cioè fondata sulla concretezza dei diversi fatti militari, strategici, politico-istituzionali, ecc.;
- la documentazione, che poteva derivare dalla testimonianza diretta (in greco autopsia, "il vedere da sé"), dallo studio dei documenti, dalla conoscenza delle dinamiche politiche;
- la patina letteraria, tanto che lo scritto di storia era inteso come opus oratorium maxime (Cicerone), nel senso che il racconto si snodava in una prosa d'arte che, accanto ad un utile insegnamento, doveva anche offrire un piacevole intrattenimento letterario;
- l'interesse per i personaggi, cioè il cosiddetto metodo prosopografico (dal greco pròsopon, "faccia", e gràpho, quindi "notizia di personaggi") che privilegiava le imprese di pochi protagonisti trascurando perlopiù le condizioni economiche e sociali, la mentalità popolare, la vita quotidiana;
- l'idea che la storia sia magistra vitae in quanto consente di fare previsioni per il futuro sulla base di quello che è accaduto in precedenza: gli antichi infatti, avendo una concezione circolare del tempo, ritenevano che la storia si ripetesse e quindi l'uomo potesse trarre dagli esempi del passato una lezione su come comportarsi in analoghe circostanze. Quindi l'attività dello storico doveva avere anche lo scopo di far emergere l'insegnamento della storia.

#### Le origini della storiografia: Erodoto e Tucidide

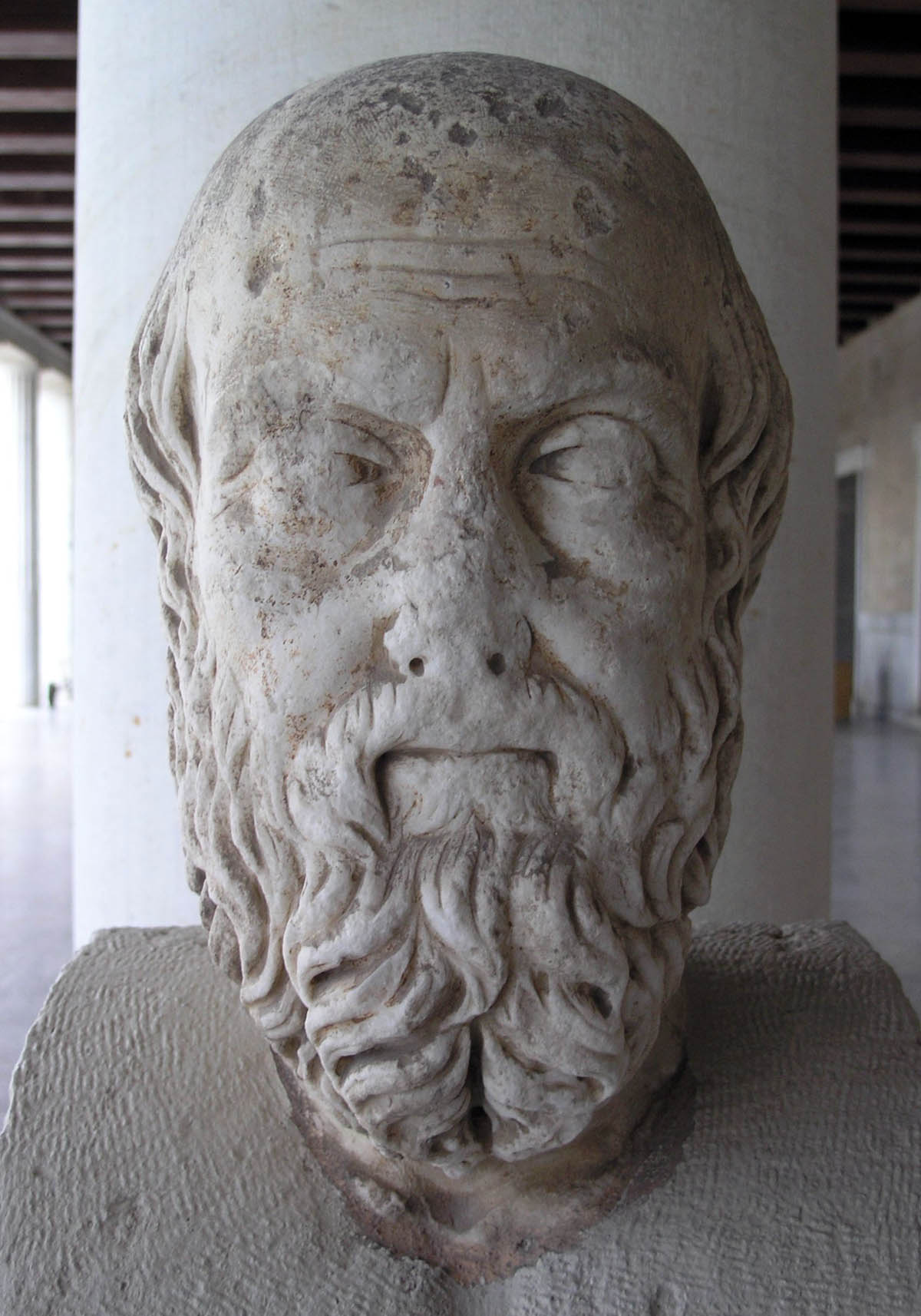
Erodoto, autore delle Storie

Se i primi passi nel campo storiografico avvengono tra la fine del VI e l'inizio del V secolo a.C. dalle ricerche geo-etnografiche o genealogiche dei primi logografi (tra cui il più famoso fu Ecateo di Mileto), la storiografia greca raggiunse la piena dignità con l'opera di Erodoto di Alicarnasso (V secolo a.C.), fin dall'antichità considerato il vero padre della storia.
Durante i conflitti con l'Impero Persiano viene a costruirsi dentro l'ecumene greca una identità comune che si basa principalmente su una costruzione politica antitetica a quella delle monarchie orientali. Da ciò ne scaturisce una consapevole riflessione sulle vicende del popolo greco, nei suoi rapporti col mondo barbarico (essenzialmente l'Impero achemenide), ma anche nella dinamica dei suoi rapporti interni.
In Erodoto il peso della tradizione logografica si fa ancora sentire, specialmente nella prima parte dell'opera, nell'impostazione per singoli lògoi, cioè per sezioni su base etnica e territoriale, anche se essa appare contemperata dall'esigenza di presentare un evento come le guerre tra Greci e Persiani (combattute fra il 490 ed il 478 a.C.) nel contesto di una visione generale dell'uomo e della storia. Un primo enunciato di metodo si incontra nel proemio delle Storie:
(Erodoto di Alicarnasso, Storie, I proemio)
In questo breve proemio, la comparsa del termine historìes (da connettere con la radice id- di "vedere", il cui perfetto òida assume il significato di "ho visto", quindi "conosco", "so") rende l'idea di una ricerca condotta in preparazione dell'opera: una ricerca che poteva abbracciare
avvenimenti, tradizioni etnografiche, resoconti di viaggi, notizie geografiche, ma che, per il fatto stesso di sussistere, prendeva le distanze dall'oralità dei rapsodi e dei poeti lirici. Anche i rapsodi ed i poeti erano animati dal desiderio di non lasciare che si oscurasse la fama delle gesta compiute, ma la memoria collettiva tramandata da Erodoto è frutto di una indagine razionale che, pur non escludendo la dimensione religiosa del mito, pur registrando tradizioni e notizie stravaganti, ha messo in salvo una quantità enorme di preziosi materiali che costituiscono ancora oggi la fonte principale per lo studioso delle guerre persiane.
Di questa attitudine documentaria apparirà consapevole Erodoto stesso, quando, dopo aver presentato le origini mitiche del conflitto tra i greci e popoli dell'Asia, esprimeva una prima professione di imparzialità nel narrare gli avvenimenti:
(Erodoto di Alicarnasso, Storie, I 5, 3-4)

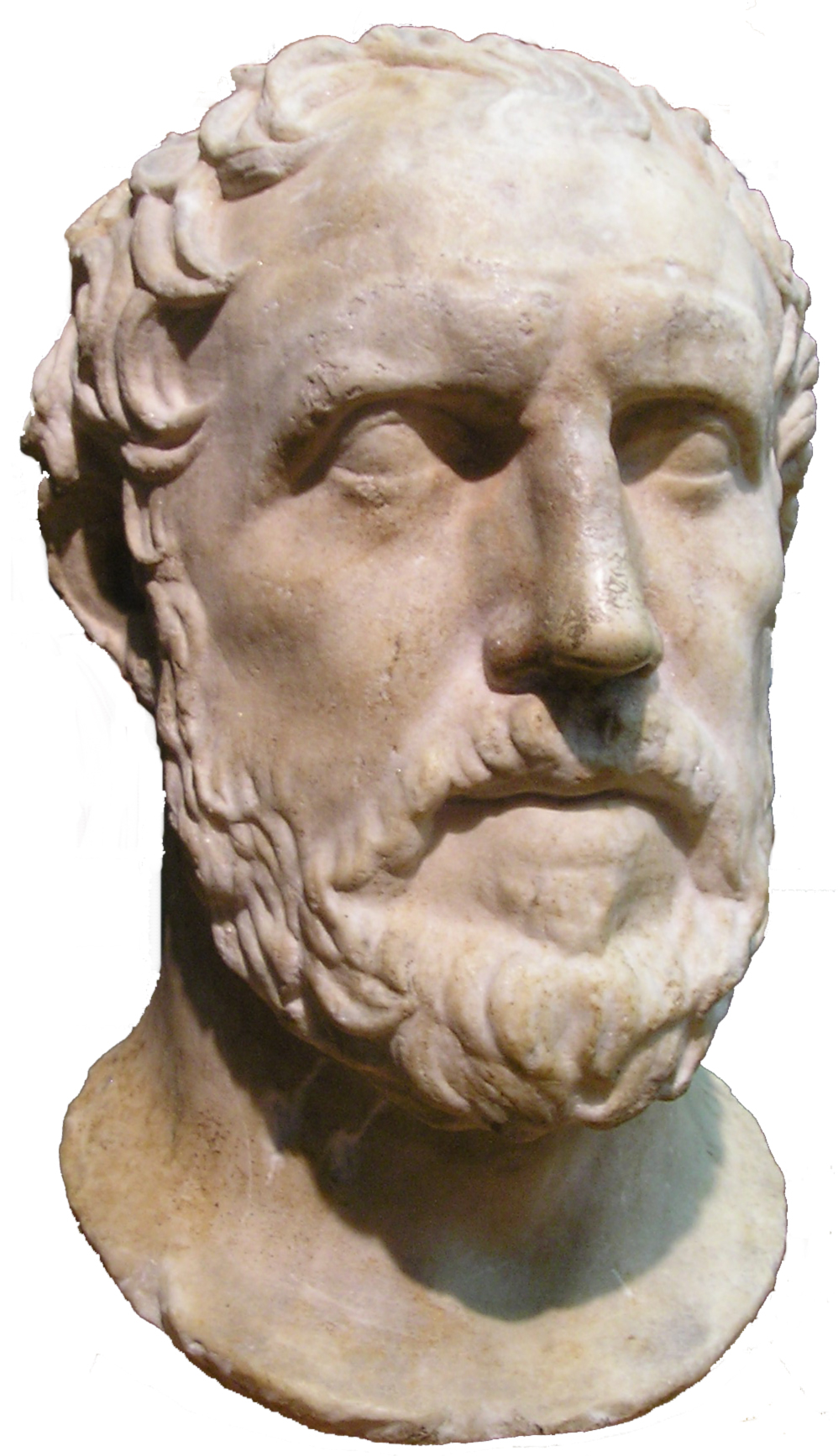
Tucidide, autore de La guerra del Peloponneso

Il definitivo superamento della tradizione logografica si ebbe, alla fine del V secolo a.C., con le Storie che l'ateniese Tucidide dedicò ai primi vent'anni alla guerra del Peloponneso (431-411 a.C.), facendovi precedere una breve sintesi della più antica storia del mondo greco (la cosiddetta archeologia) e un'ampia trattazione delle cause del conflitto, attraverso una dettagliata indagine del cinquantennio precedente. Tucidide si proponeva di ricostruire, attraverso un'indagine molto rigorosa, i fatti nella loro effettiva realtà, escludendo il favoloso e il soprannaturale e rifiutando programmaticamente ogni abbellimento retorico, fatta eccezione per discorsi fittizi, nei quali cercò di ricostruire il senso generale delle parole effettivamente pronunciate. In questo modo egli fondò la cosiddetta storiografia pragmatica, che non intendeva fornire semplicemente un'interpretazione del passato, ma, pretendendo di avere individuato una serie di costanti nella natura umana e nel suo operato, si autoproclamava un'acquisizione per sempre, ossia un mezzo valido per comprendere ogni realtà futura e agire di conseguenza.
Il V secolo a.C., il secolo della "rivoluzione culturale" della Grecia antica, fu il secolo in cui si affermò pienamente lo spirito razionalistico e scientifico della cultura greca. In questo contesto si collocò anche la nascita della scienza storiografica, i cui fondatori sono considerati unanimemente Erodoto e Tucidide.
Gli studiosi successivi hanno colto differenze e affinità tra i due "padri della storiografia": ad esempio, era comune a entrambi l’attenzione prevalente verso il presente o verso il passato prossimo e inoltre tutti e due tendevano ad individuare le cause delle vicende storiche nelle volontà e nelle passioni degli uomini. Soprattutto i grandi uomini, nel bene o nel male, facevano la storia, che svelava quindi la natura umana. Ciò che li differenziava era invece una certa attitudine di Erodoto a servirsi ancora dei racconti e degli elementi poetici e mitologici e a giudicare i fatti sulla base di criteri etici, mentre Tucidide appariva più “moderno”, nel senso che mirava a raggiungere una maggiore “oggettività” e imparzialità di giudizio. Un merito indiscusso della storiografia greca fu inoltre quello di ampliare le conoscenze etniche, culturali e geografiche dei greci: le ricerche storiche infatti superarono i ristretti confini del mondo greco e rivelarono l’esistenza di altri popoli e civiltà.

#### L'età classica
Tutta la storiografia successiva si muove nel solco tracciato da Erodoto e Tucidide. A Erodoto (senza peraltro condividerne la curiosità antropologica) si richiamava formalmente, per la presenza di singoli excursus sui popoli stranieri venuti a contatto con la grecità, Eforo di Cuma, autore di una storia generale del mondo ellenico ampiamente basata sulla compilazione di fonti precedenti, della quale possediamo solo frammenti. Diversi autori scrissero storie del mondo greco che si ponevano consapevolmente come continuazione dell'opera storica di Tucidide, bruscamente interrotta al 411, in pieno svolgimento della guerra del Peloponneso: nacquero così le Elleniche di Senofonte e quelle, per noi perdute, di Teopompo di Chio che narravano rispettivamente gli eventi dal 411 al 362 a.C. e dal 411 al 394 a.C.; di autore anonimo sono le cosiddette Elleniche di Ossirinco (dal nome della località egiziana del ritrovamento papiraceo che le ha parzialmente restituite), la cui parte conservata concerne l'anno 396/395 a.C.
Nella sua vasta e poligrafica attività letteraria, Senofonte diede vita anche ad altri filoni storiografici o di genere affine alla storiografia: con l'Anabasi, resoconto dell'avanzata all'interno dell'Asia, e della successiva avventurosa ritirata, di un esercito di mercenari greci di cui Senofonte stesso si trovò ad assumere il comando, egli creò il genere della memorialistica militare, che eserciterà un incerto influsso sui Commentarii cesariani; con la Ciropedia, biografia romanzata e agiografica di Ciro il Grande, fondatore dell'impero persiano, presentato come modello di monarca ideale, diede vita alla storia romanzata e con l'Agesilao, re spartano pure vagheggiato come modello, creò l'archetipo della biografia encomiastica. Con le Storie filippiche di Teopompo, che esponevano gli eventi del mondo greco dal 359 al 336 a.C. ponendo al centro dell'interesse la figura di Filippo II, re di Macedonia), nasce la monografia storica, incentrata su una singola personalità e di conseguenza su un limitato periodo di tempo. Con il riassunto, dovuto allo stesso Teopompo, delle Storie di Erodoto, prende corpo il filone dell'epitome, destinato a grande successo:)

#### L'età ellenistica
La fase più antica della storiografia ellenistica concentrò la sua attenzione sull'impresa orientale di Alessandro Magno, sul disfacimento del suo impero, sulla conseguente formazione delle monarchie greco-macedoni e successivamente sulla storia dei loro rapporti (per esempio Clitarco di Alessandria, Ieronimo di Cardia, Duride di Samo, Filarco di Atene). La storiografia di questo periodo, in buona parte perduta, appartiene in prevalenza al filone patetico o drammatico: essa mirò a suscitare nel lettore intense emozioni attraverso artifici (come gli imprevisti, le peripezie, i colpi di scena) paragonabili a quelli della tragedia classica. Questo tipo di rappresentazione tragica degli avvenimenti caratterizzò tanto la storiografia incentrata sulla figura di Alessandro Magno, quanto quella successiva, che andava spostando il proprio baricentro verso Occidente, in quanto diventava ormai inevitabile fare i conti con una nuova potenza e con la sua rapida ascesa: Roma aveva cominciato ad affacciarsi sullo scenario del Mediterraneo.

#### Storiografia romana
Quando, al volgere del III secolo a.C., a Roma si cominciò a sentire l'esigenza di ricostruire (e di esaltare) il proprio passato nelle forme dell'indagine storica, la storiografia greca aveva ormai alle proprie spalle tre secoli di tradizione. Ma già ai tempi di Polibio, mentre scriveva le sue Storie, a sua volta la storiografia aveva da tempo fatto il suo ingresso nella letteratura latina. Era inevitabile, ad ogni modo, che i primi storici latini si confrontassero con i modelli greci - come del resto accadde negli altri generi letterari, vista la recenziorità della letteratura latina. I cosiddetti annalisti della prima generazione, Quinto Fabio Pittore e Lucio Cincio Alimento, se da un lato cercarono un modello strutturale nella tradizione indigena degli Annales pontificum (o Annales maximi), cioè nelle cronache annualmente compilate e affisse a cura del pontefice massimo (il presidente del collegio sacerdotale dei pontefici) per informare la comunità sui principali avvenimenti, dall'altro non si limitarono a desumere dagli storici greci l'interesse per la ricerca delle cause o la datazioni per olimpiadi o una serie di notizie sulla storia stessa di Roma, ma si spinsero fino a utilizzarne la lingua. La rinuncia alla creazione di un linguaggio storiografico latino può essere stata determinata da un senso di frustrazione di fronte al secolare prestigio della storiografia greca, ma anche e soprattutto dal desiderio di farsi capire, attraverso l'uso di una sorta di lingua franca della cultura, dal consesso internazionale degli intellettuale, e cioè in sostanza dal mondo greco o ellenizzato, nel quale proprio sullo scorcio del III secolo a.C. si era fatto sempre più forte l'interesse per Roma e la sua storia, ma andava anche crescendo la diffidenza verso la nuova potenza. In particolare, Quinto Fabio Pittore nella sua opera intendeva controbattere, secondo Polibio, l'interpretazione filocartaginese della sua prima guerra punica che era stata fornita dallo storico greco Filino di Agrigento.
Quinto Fabio Pittore e Lucio Cincio Alimento furono entrambi attivi al tempo della seconda guerra punica: dopo la rotta di Canne (216 a.C.), Fabio capeggiò, forse in ragione della sua dimestichezza col greco, la delegazione inviata a consultare l'oracolo di Apollo a Delfi; Cincio, pretore nel 210 in Sicilia, fu poi catturato da Annibale. Entrambi scrissero in greco una storia di Roma dalle origini leggendarie e dalla fondazione (che posero rispettivamente nel 747 e nel 729 a.C.) fino all'età contemporanea, cioè fino alla seconda guerra punica, inserendo anche riferimenti autobiografici (come poi farà lo stesso Catone) ed esponendo i fatti anno per anno. L'opera di Fabio, indicata dalle fonti come Annales, trattava più dettagliatamente il periodo più antico e quello più recente della storia di Roma ed era volta ad esaltare, attraverso le figure dei suoi eminenti rappresentanti, il ruolo avutovi dall'antichissima gens aristocratica dei Fabii, dando vita così a una storiografia individualista e filopatrizia, in cui la storia era vista come il prodotto di singole grandi personalità appartenenti alla nobilitas.

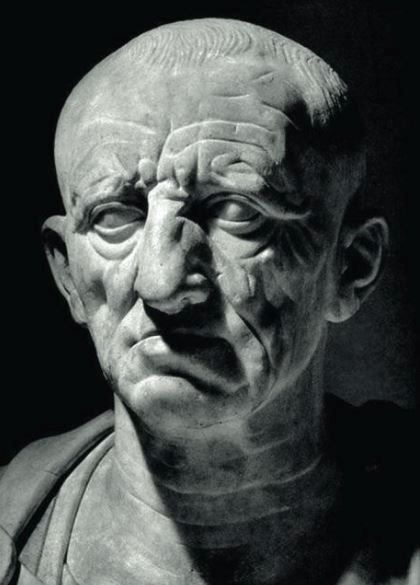
Marco Porcio Catone, autore delle Origines.

All'impostazione cronachistica, individualista e filopatrizia dei primi annalisti, nonché all'uso della lingua greca, si oppose vigorosamente, negli ultimi anni della sua lunga e operosa esistenza, Marco Porcio Catone, cui spetta il merito di aver fondato, con le Origines, una storiografia nazionale in lingua latina, in cui la storia di Roma era inserita nel contesto di quella dei popoli italici e vista come il risultato dell'agire di un'intera comunità. Con la storiografia di Catone nasceva un genere di importanza assolutamente fondamentale. Al ruolo di documentazione culturale che è proprio di tutti gli altri generi letterari la storiografia aggiunge infatti un valore specifico, nel senso che proprio agli scritti degli storici noi dobbiamo la conoscenza dell'antichità. Ebbene, questo filone interrotto che dall'età arcaica giunge alla tarda antichità fa capo proprio a Catone, il cui esempio fu assolutamente determinante sul piano della lingua: dopo i lui, i cosiddetti annalisti della seconda generazione o annalisti di mezzo, attivi nella seconda metà del II secolo a.C., rinunciarono infatti definitivamente a scrivere in greco.
Tra la fine del II e la prima metà del I secolo a.C., per quanto il tradizionale modello annalistico delle storie generali continuasse a mostrarsi vitale (sono di questo periodo gli Annales di Claudio Quadrigario e di Valerio Anziate), si manifestò una tendenza a ridurre la trattazione entro limiti cronologici o temetici più ristretti, anche inaugurando nuove forme di narrazione storica, come quella dei commentarii - a metà strada tra autobiografia, memorialistica e storiografia - che trovarono la migliore espressione in Cesare, o come le monografie tematiche di Sallustio.

### Storiografia rinascimentale

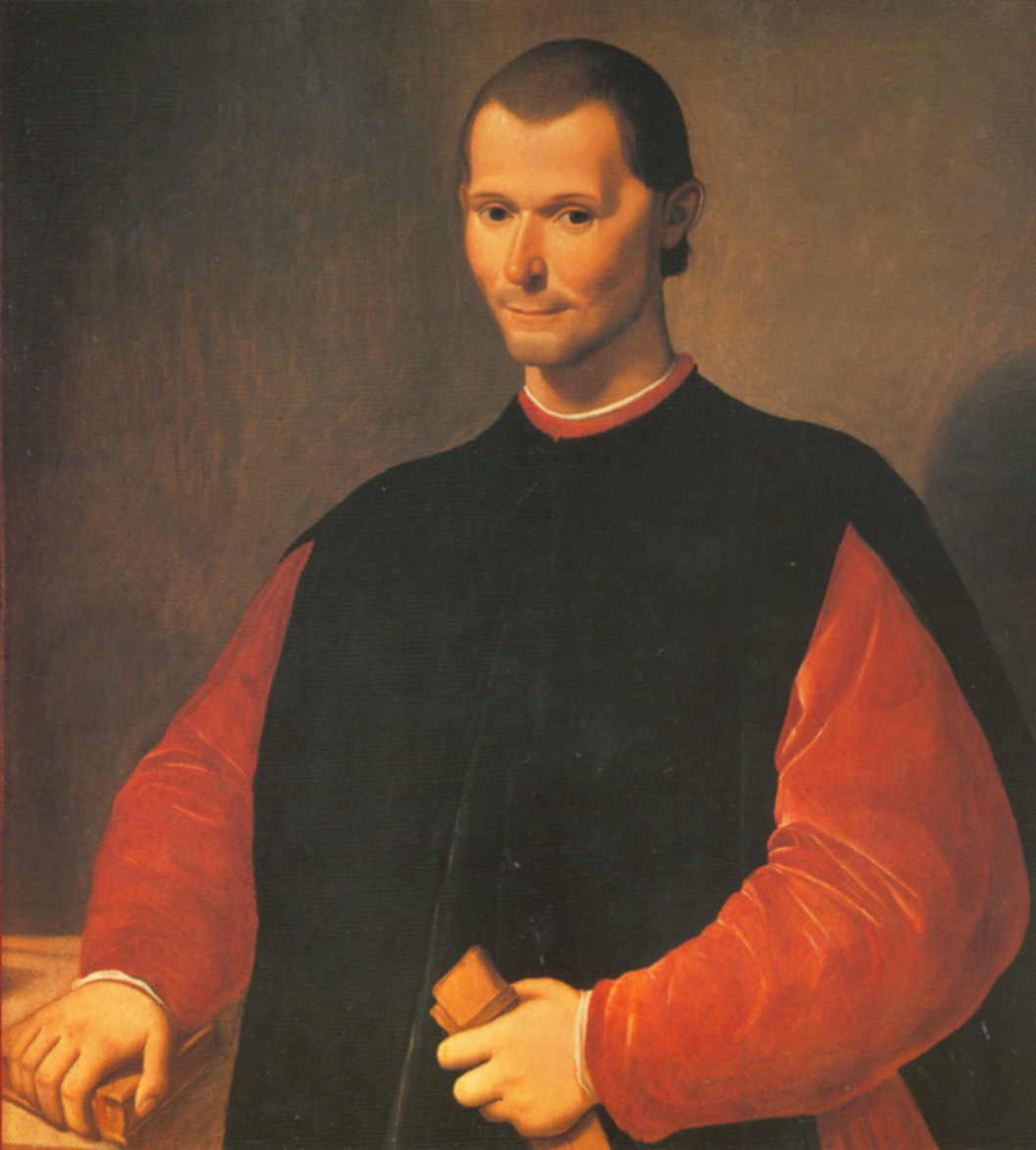
Machiavelli, autore delle Istorie fiorentine

Gli storici rinascimentali, tra i quali furono insigni Flavio Biondo (nel XV secolo), Machiavelli e Guicciardini (nel XVI secolo), abbandonarono la visione medievale legata a un concetto di tempo segnato dall'avvento di Cristo, per sviluppare un'analisi degli avvenimenti concepita laicamente, con un atteggiamento critico verso le fonti. La storia divenne una branca della letteratura e non più della teologia e si rifiutò la convenzionale divisione cristiana che doveva avere inizio con la Creazione, seguita dall'Incarnazione di Gesù e dal Giudizio finale. La visione rinascimentale esaltava invece il mondo greco-romano, condannando il Medioevo come un'era di barbarie e proclamando la nuova epoca come era di luce e di rinascita del mondo classico.

### La storiografia nell'età della Controriforma
Se la storiografia rinascimentale mantenne un tono prevalentemente retorico e moralistico-pedagogico, con l'avvento del tacitismo si fece strada un nuovo gusto della storia, dominato da un’intensa meditazione politica. «Il nuovo atteggiamento poneva come fine ultimo alla storia, la «prudenza»: metteva ossia la lettura delle storie a fondamento di una politica non utopistica, ma induttiva e storica, funzionalizzando totalmente la verità della storia alla verità politica (la conoscenza della vera tecnica di governo dei principi). Di conseguenza, lo storico dovendo narrare «non verba, sed res gestas, ex quibus oritur prudentia», meno gradito riusciva al nuovo gusto l'uso di concioni. Il tacitista Ducci giudicava, infatti, «oziose» molte orazioni guicciardiniane, «etsi prudentiae policiae plenas» (ma tosto temperava: «multas quoque necessarias et valde historice»); lodava invece incondizionatamente la «discussio finium» delle azioni dei principi, fatta dal Guicciardini, secondo lui, spesso «diligenter, ac forte melius quam alius historicus». L'orientamento storiografico sviluppatosi da questo atteggiamento fece naturalmente gran posto all'insegnamento guicciardiniano, guardando alla Storia, nel fatto, come ad uno dei suoi più autorevoli modelli. Anticiceroniana, ossia antiletteraria e antiumanistica, caratterizzata da un interesse esclusivo alla «politica», la nuova storiografia ebbe un senso altissimo della serietà dell'impegno storiografico, del «decoro» della storia, da portarla a sdegnare, nelle scritture storiche, la «voluptas», l'elemento pittoresco e romanzesco e ad amare invece lo stile (come quello della Storia) grave e severo, senza inutili eleganze e civetterie rettoriche, stretto tutto ai fatti essenziali.»

### Storiografia illuministica

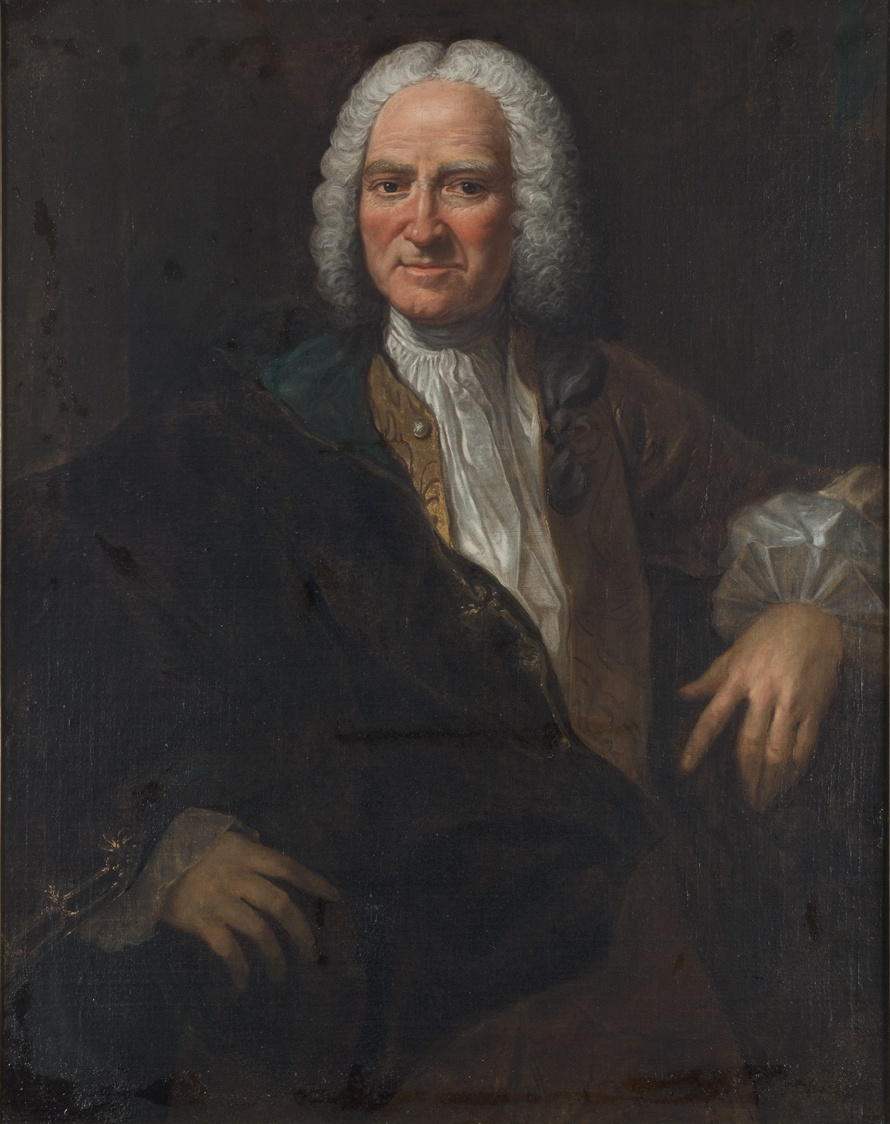
Il barone Paul Henri Thiry d'Holbach

Attraverso l'esame critico della storia, l'illuminista può riconoscere la continuità dell'opera della ragione e denunciare gli errori e le contraffazioni con cui erano state tramandate sino ad allora le vicende umane allo scopo di mantenere gli uomini nella superstizione e nell'ignoranza. Nella storia così come sinora veniva presentata
Pierre Bayle per primo si dedicherà nel suo Dizionario storico e critico (1697) alla compilazione di una «raccolta degli errori e delle falsità» da cui deve essere epurata la storia come fino ad allora è stata presentata. Egli è un minuzioso e preciso raccoglitore di fatti attestati da documenti e testimonianze così numerose che Ernst Cassirer (1874–1945) lo considera il fondatore dell'acribia storica.
Il criterio sommo dunque della ricerca, per lo storico neutrale, è quello di scoprire come vera storia quella che segna la vittoria della ragione sull'ignoranza e per questo dall'illuminismo viene condannato in blocco il medioevo come età di fanatismo e oscurantismo religioso mettendo da parte gli aspetti positivamente culturali di quel periodo.

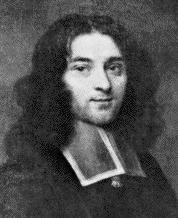
Pierre Bayle

La mutevolezza degli avvenimenti storici è solo apparente: al di là di queste differenze l'illuminista coglie il lento ma costante emergere sulla superstizione e l'errore l'elemento immutabile della ragione:
Per Lessing la storia, come ricerca della verità comincia solo con l'Illuminismo, tutto ciò che l'ha preceduta è una sorta di "pre-istoria".

### Storiografia romantica
Nell'età del Romanticismo si ebbe un superamento della concezione illuminista della storia, a cui fu rimproverato di basarsi su un'idea della ragione astratta e livellatrice, che in nome dei suoi principi generici era giunta a produrre le stragi del Terrore della Rivoluzione francese. A quella i romantici sostituirono una «ragione storica», che tenesse conto anche delle peculiarità e dello spirito dei diversi popoli, a volte assimilati a degli organismi viventi, con una loro anima e una loro storia.
Le vicende della Rivoluzione francese e il periodo napoleonico avevano dimostrato che gli uomini si propongono di perseguire alti e nobili fini che s'infrangono dinanzi alla realtà storica. Il secolo dei lumi era infatti tramontato nelle stragi del Terrore e il sogno di libertà nella tirannide napoleonica. Dunque la storia non è guidata dagli uomini ma è Dio che agisce nella storia. Esiste una Provvidenza divina che s'incarica di perseguire fini al di là di quelli che gli uomini ingenuamente si propongono di conseguire con la loro meschina ragione.
«La storia umana appariva perciò guidata non dalla mente e dal volere dell'uomo, fosse pure il più alto genio, non dal caso, ma da una provvidenza che supera gli accorgimenti politici e che drizza a ignote mete la nave dell'umanità.»
Nel complesso, la polemica contro l'ugualitarismo e il cosmopolitismo illuministi assunse aspetti e caratteri diversi a seconda dei contesti, aspetti che tuttavia restarono intrecciati e difficilmente separabili in maniera netta. Vi fu da un lato una tendenza restauratrice, rivolta però non tanto al ripristino anacronista dell'Ancien régime, quanto al recupero di quelle tradizioni, religiose in particolare, ritenute patrimonio della coscienza collettiva. Significativa fu l'opera di De Maistre e altri autori, per i quali «la storia umana è diretta da una provvidenza che supera gli accorgimenti politici e che drizza a ignote mete la nave dell'umanità.»
In generale «s'identificò la storia della civiltà con la storia della religione, e si scorse una forza provvidenziale non solo nelle monarchie, ma sin nel carnefice, che non potrebbe sorgere e operare nella sua sinistra funzione se non lo suscitasse, a tutela della giustizia, Iddio: tanto è lungi dall'essere operatore e costruttore di storia l'arbitrio individuale e il raziocino logico».
D'altro lato, la stessa concezione provvidenziale della storia diede luogo ad altre tendenze che potremo definire liberali, per le quali i principi proclamati nel 1789 restavano validi, pur essendo da condannare gli esiti giacobini della Rivoluzione Francese. François-René de Chateaubriand in una sintesi esprimeva ad esempio l'esigenza di «conservare l'opera politica che è scaturita dalla rivoluzione» e «costruire il governo rappresentativo sulla religione». La libertà di religione fu ritenuta in particolare un antidoto basilare sia al dispotismo assolutistico, che all'anarchia rivoluzionaria.

### Storiografia contemporanea

#### Von Ranke e la professionalizzazione della storia
Leopold von Ranke fu il fondatore del metodo che fu prevalente nella storia ufficiale sino agli anni sessanta del Novecento. Attenzione per le fonti documentarie, studio rigoroso dei fatti sulla base delle fonti e critica per le visioni positivistiche ed hegeliane furono il suo assetto principale. La dottrina metodologica ha il compito di mostrare i fatti come essi sono effettivamente apparsi, astenendosi dal proporre interpretazioni.
Fu critico nei confronti della filosofia della storia e in particolar modo dell'interpretazione proposta da Hegel, la quale escludeva la componente umana dalla storia, riconducendo al solo manifestarsi dell'idea nel mondo fenomenico il percorso storico, finalizzato al pieno affermarsi dell'idea stessa.
Ranke, invece, si proponeva di ricondurre dal piano delle idee a quello dei fatti, connesse tramite una specifica correlazione. Secondo un legame immanente, l'idea non è indagabile a priori slegata dagli eventi, così come nella comprensione della storia non è possibile il passaggio dal particolare fenomenico all'universale dell'idea.
L'oggetto della storia non è possibile indagarlo né in senso positivista come somma dei semplici fatti, né per via strettamente speculativa, tramite concetti universali. Per Ranke, le dottrine dominanti in un determinato periodo non possono essere valide in eterno per considerare lo studio di periodi differenti. Le idee forti sono le tendenze dominanti in ciascun secolo, non si può tramite queste risalire ad un concetto generale della storia.
La storia è da intendere come una continua tensione tra evento e idea, inscindibile l'uno dall'altro, particolare ed immanente in ciascun periodo essa si attui.

#### Burckhardt e la nascita della storia culturale
Lo studioso svizzero Jacob Burckhardt, critico nei confronti della moderna società industriale e contrario alle tendenze idealistiche e storicistiche dominanti nel mondo accademico dell'epoca, elaborò una particolare disamina storiografica, chiamata Kulturgeschichte (storia della cultura - cultura nel senso di civiltà) nella quale enfatizzava lo studio dell'arte, della cultura e dell'estetica.
La sua opera principale fu Die Kultur der Renaissance in Italien, pubblicata nel 1860. L'indagine storica di Burckhardt si presenta come una ricerca di tipo culturale, dal momento che l'autore si impegnò a ridurre la storia degli eventi ad un ruolo estremamente marginale, analizzando al contrario soltanto le manifestazioni artistiche e culturali di quel periodo storico. Anche la politica (e ancor di più l'economia) vennero sostanzialmente trascurate in favore dello studio di fattori esclusivamente culturali. Burckhardt analizzò una serie di elementi caratterizzanti quell'età che egli chiamò «fattori costanti e tipici», ricercandone le varie espressioni che potevano trapelare dalla produzione artistica del periodo.

#### Storiografia marxista
La storiografia marxista prende spunto dalla concezione materialistica della storia di Karl Marx e Friedrich Engels.
Marx ed Engels esprimono l'esigenza di un sapere che sia prodotto immediatamente dalla realtà concreta e positiva, empirica e verificabile, e che non discenda invece da un presupposto e idealistico «Spirito assoluto» che deduce speculativamente i vari aspetti della realtà secondo un non dimostrato e indimostrabile sviluppo di questo stesso presunto Spirito.
Marx ed Engels intendono muovere da «presupposti reali, dai quali si può astrarre solo nell'immaginazione. Essi sono gli individui reali, la loro azione e le loro condizioni materiali di vita, tanto quelle che essi hanno trovato già esistenti, quanto quelle prodotte dalla loro stessa azione. Questi presupposti sono dunque constatabili per via puramente empirica.».
Marx considera la produzione dei mezzi di sussistenza attività fondamentale dell'uomo, nonché prima azione storica specificamente umana. Sulla base di questa attività ne individua altre tre: la creazione e la soddisfazione di nuovi bisogni, la riproduzione (quindi la famiglia) ed infine la cooperazione fra più individui. Sorge solo ora la coscienza: al contrario di tanti altri, Marx non delinea la coscienza come presupposto dell'uomo, seppur riconoscendole un ruolo fondamentale nella vita, ma come prodotto sociale che si sviluppa in relazione all'evoluzione dei mezzi di produzione e a tutto quello che esse comportano, in una parola alle forze produttive. La coscienza si manifesta quindi in diverse forme a seconda del processo storico. Ma solo con la successiva divisione tra lavoro manuale e mentale la coscienza può automatizzarsi dal mondo, dando luogo alle forme culturali conosciute. La totalità dell'essere sociale va dunque indagata dalla sfera produttiva.

#### Scuola delle Annales
La Scuola delle Annales (in francese École des Annales) è la definizione data a quello che, probabilmente, è il più importante gruppo di storici francesi del XX secolo e che divenne celebre per aver introdotto molte rilevanti innovazioni metodologiche nella storiografia. Tale gruppo viene di solito indicato semplicemente Les Annales. Il nome deriva dalla rivista, fondata nel 1929 da Marc Bloch e Lucien Febvre, Annales d'histoire économique et sociale, tuttora esistente e pubblicata dal 1994 con il titolo di Annales. Histoire. Sciences sociales. A Febvre e Bloch si aggiunse il belga Henri Pirenne, studioso di storia economica, che supportava l'analisi storica comparata ovvero una disciplina che mette a confronto diversi aspetti della storia.
L'elemento iniziale di novità nell'approccio di Marc Bloch e Lucien Febvre fu il coinvolgimento nello studio della storia di altre discipline, dalla geografia alla sociologia. Nei primi anni di lavoro presso l'Università di Strasburgo collaborarono strettamente con studiosi di altre scienze sociali e ne acquisirono parte dei metodi. Un altro elemento innovativo apportato da questa corrente di studio fu lo spostamento dell'attenzione dallo studio della storia degli "eventi" (histoire événementielle) a favore dello studio della storia delle strutture.

#### Storia sociale
La storia sociale è una disciplina storica emersa dalla storia economica tra la fine del XIX e l'inizio del XX secolo, sviluppatasi significativamente tra gli anni '50 e '80. Si distingue per il suo focus sulle strutture sociali e le dinamiche collettive all'interno delle società, piuttosto che sugli individui o sugli affari di Stato. Gli storici sociali analizzano l'evoluzione di gruppi sociali, dalle comunità locali fino a imperi o civiltà, tracciando le trasformazioni nel tempo attraverso i rapporti economici, demografici e sociali.
Questa disciplina si concentra sul cambiamento sociale e sulle sue connessioni con la politica, i movimenti sociali e le idee condivise, trattando temi come classe, disuguaglianza, famiglia, lavoro, genere e razza. Inizialmente orientata verso lo studio di gruppi marginalizzati, la storia sociale ha poi incluso anche le classi medie e alte. Fortemente interdisciplinare, si intreccia con sociologia, economia, antropologia e studi culturali per offrire una comprensione più ampia delle società nel tempo.

#### Microstoria

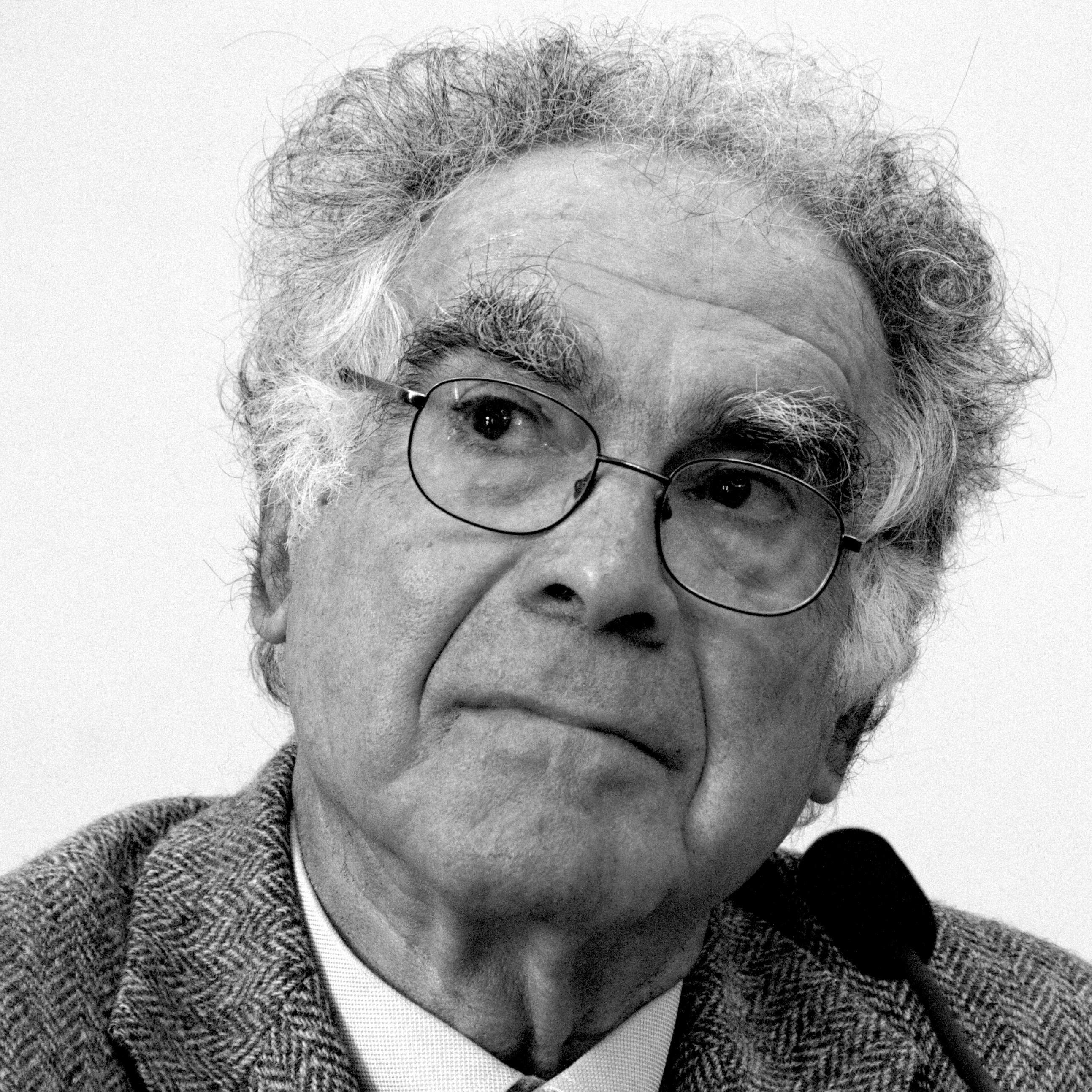
Carlo Ginzburg

Un impulso fondamentale alla crescita della nuova storia culturale è stato dato dal lavoro di alcuni ricercatori italiani, Carlo Ginzburg, Giovanni Levi e Edoardo Grendi che intorno agli anni settanta hanno dato vita al filone di studio della cosiddetta microstoria. Questo indirizzo storiografico ha proposto la revisione dei metodi quantitativi della storia economica per liberarsi dal determinismo che caratterizzava le ricerche storiche di natura socioeconomica. L'obiettivo è stato quello di mettere a fuoco gli individui e le singole personalità storiche, le cui caratteristiche avrebbero permesso di ricostruire le mappe mentali, i costumi e gli atteggiamenti degli uomini del passato.
La microstoria ha voluto distanziarsi dalla cosiddetta «grande narrazione» del progresso occidentale. Questo significa rifiutare l'immagine di una civiltà che, dall'antica Grecia al Cristianesimo, fino all'Illuminismo ed alla rivoluzione industriale, è stata descritta nei termini di un grande percorso di costante progresso e sviluppo. Tra le pieghe di questo percorso trionfalistico - questa è stata la critica mossa dai microstorici - sono stati dimenticati i contributi di molte culture minori, di gruppi umani e singolarità di vario genere che non hanno partecipato in modo diretto ai grandi eventi storici sopra elencati.
A partire dagli anni Settanta sono comparse centinaia di ricerche microstoriche, ma indubbiamente il più importante riferimento bibliografico è Il formaggio e i vermi scritto e pubblicato nel 1976 da Carlo Ginzburg.

#### La New Cultural History

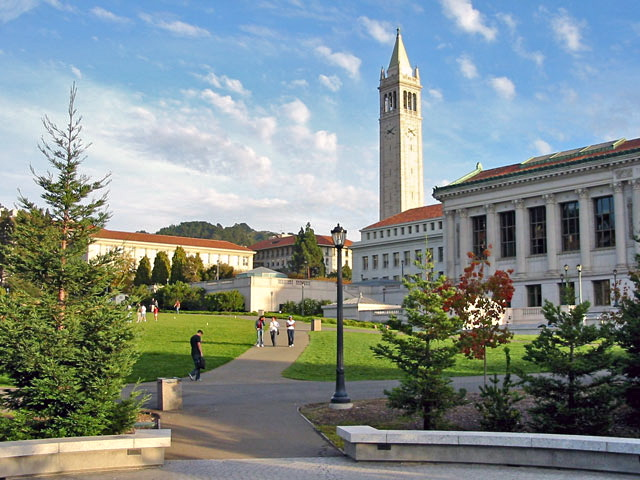
Università della California - Berkeley

Con il termine nuova storia culturale si intende un preciso filone di studi iniziato nella seconda metà del XX secolo che ha sviluppato e approfondito le innovazioni che gli storici culturali ottocenteschi e primo-novecenteschi avevano introdotto. L'espressione «nuova storia culturale» (New Cultural History, da cui l'acronimo NCH) è entrata in uso alla fine degli anni ottanta. Era il titolo di un libro, destinato a grande notorietà, pubblicato nel 1989 dalla storica americana Lynn Hunt, che raccoglieva i contributi forniti da vari studiosi ad un incontro tenutosi due anni prima a Berkeley, presso l'Università della California, sul tema La storia della Francia: testi e cultura.
Questo settore di studio ha vissuto una crescita spedita a partire dagli anni settanta. Il numero degli storici che si sono dichiarati "culturalisti" è aumentato in maniera considerevole, sviluppandosi a spese di altre discipline storiche come la storia sociale e la storia economica. Tra il 1992 e il 2006 il numero di storici identificati nella categoria della storia sociale è diminuito del 60 per cento, mentre il numero di quanti si riconoscono nella cosiddetta storia culturale è aumentato del 78 per cento. Nel 2008 è stata inoltre fondata ufficialmente la International Society for Cultural History, con lo scopo di coordinare a livello sovranazionale le molte ricerche nate in grembo a questa disciplina.

#### Storia globale
La storia globale analizza eventi, fenomeni e processi storici su scala mondiale. Questo approccio supera i confini tradizionali della storiografia nazionale, cercando di comprendere le interconnessioni e le influenze reciproche tra diverse regioni del mondo. La disciplina è emersa nel tardo XX secolo come risposta alla crescente globalizzazione e alla necessità di riconsiderare i paradigmi storici tradizionali. Essa pone al centro dello studio temi come le migrazioni, il commercio, la diffusione di idee e tecnologie, e l’impatto ambientale su scala planetaria. La storia globale è complementare ad altri approcci di studio, quali la storia universale, la storia ambientale e la storia comparata che pure tendono a superare l'ottica nazionale tradizionale della storiografia.